# Kelme (cykelhold)
 For alternative betydninger, se Kelme. (Se også artikler, som begynder med Kelme)
Kelme var et spansk cykelhold, sponsoreret af det spanske tøjfirma ved samme navn.
Kelme skiftede i 2005 navn til Communautè de valence. Som følge af cykelholdets stærke involvering i dopinganklagerne i forbindelse med bl.a. Operation Puerto og andre sager trak sponsorerne bag holdet sig, hvorefter holdet har indstillet sine aktiviteter.

## Kendte cykelryttere der har været tilknyttet Kelme
- Alejandro Valverde
- Roberto Heras
- Aitor González
- Oscar Sevilla
- Ángel Casero
- Fernando Escartín
- Santiago Botero
- Ivan Parra
- José Luis Rubiera